# Дигдалович Андрій Іванович

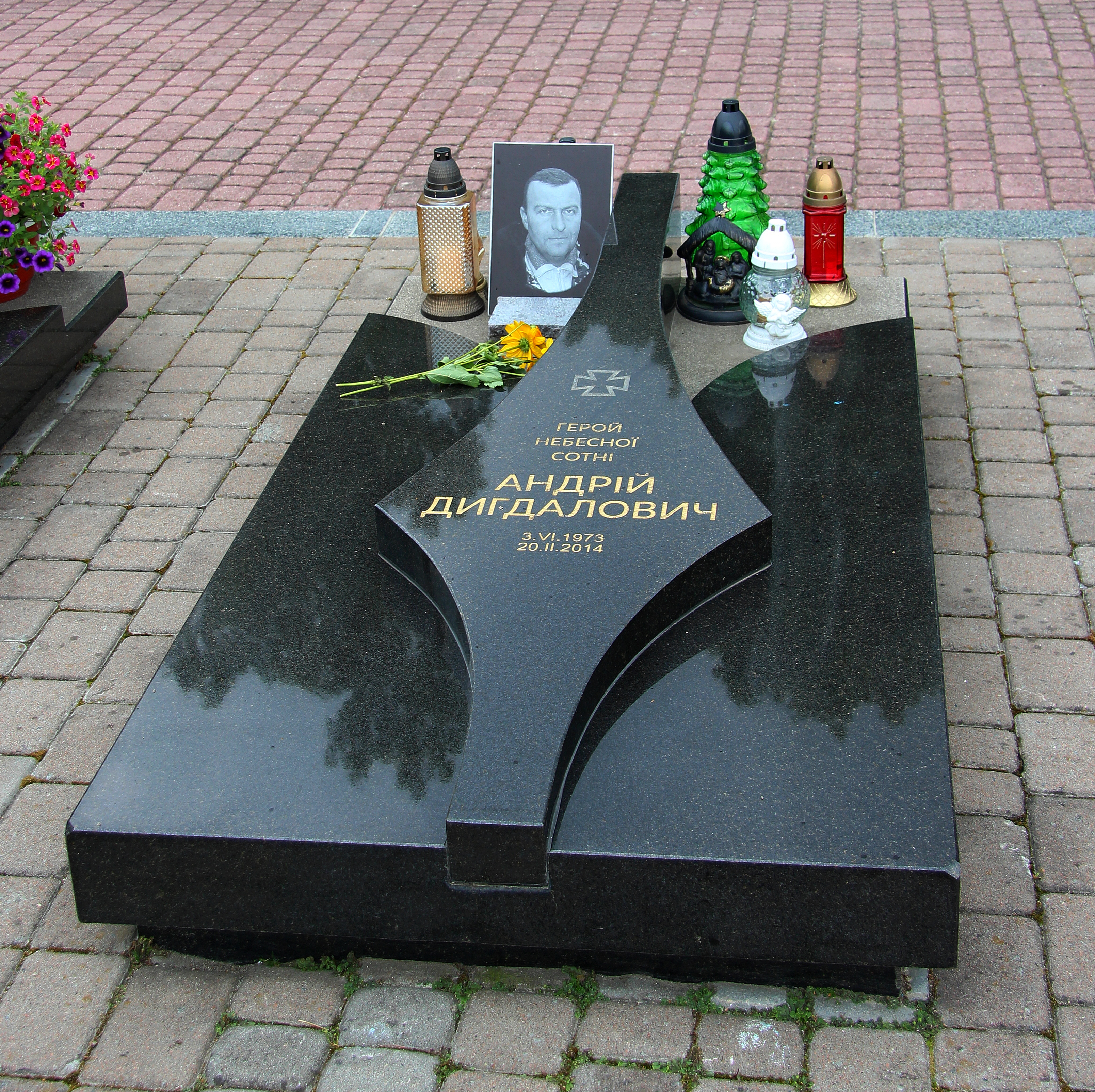
Могила Андрія Дигдаловича на Алеї Героїв Личаківського цвинтаря у Львові

Андрій Іванович Дигдалович (3 червня 1973, Сокільники, Львівський район, Львівська область — 20 лютого 2014, Київ) — активіст Євромайдану. Загинув від кулі снайпера на Інститутській вулиці в Києві 20 лютого 2014 року.
Кавалер ордену «За оборону Майдану». У народній традиції віднесений до числа Небесної Сотні. Герой України.

## Біографія
У дворічному віці залишився без батька, тому змушений був рано стати дорослим.
Мама Лідія Яримович походить з родини священиків. Дід і батько матері були священиками УГКЦ, батько правив підпільно. Бабин брат Іван Бутковський був полковником УПА (псевдо «Гуцул»), Лицарем Золотого Хреста Бойової Заслуги, помер у Мюнхені 1967 року.
Сам Андрій також вже з народження ріс бунтарем. Ще в школі ставив вчителям на уроках історії незручні запитання про УПА, і коли вони не знали що сказати, сам на них відповідав. Учителі його навіть виганяли за двері аби хлопець «не зривав уроки». «Не пам'ятаю, аби ще яка дитина була так патріотично наштована, — розповідає Володимир Явор, класний керівник Андрія. — Десь у 1988 — 89 роках у підпіллі вийшла революційна брошура про Україну. Андрій за свої гроші декілька примірників закупив — роздав однокласникам. Наша школа виграла у конкурсі маршової пісні. А сам Андрій прийшов на свято із синьо-жовтим прапором, у шапці мазепинці. На уроці малювання в шкільному альбомі намалював тризуб. Сказав учительці: скоро це буде нашим символом…»
Наприкінці 1980-х років із місцевих державних будівель знімав радянські прапори. Мати вночі на його одязі шукала червоні нитки, аби сина не покарали..
У 18 років організував в Сокільниках Товариство української мови ім. Т.Шевченка. А також одружився зі своєю коханою Наталею. З дружиною у шлюбі прожили разом 22 роки. Не був депутатом, не був членом жодної партії.
2004 з першого і до останнього дня був на Майдані під час Помаранчевої революції. І зі слів Наталі, потім дуже розчарувався. А потім тихо відійшов і займався своїми буденними справами. У Андрія були золоті руки, він робив все-все. Працював будівельником, і виконував повністю всі роботи.
Наталя згадувала, що колись вони займалися луна-парками. Переїзджали з міста в місто, але потім не витримали — хабарництво перекривало всі заробітки. В кожному новому місті приходили від маленького до великого начальства і вимагало гроші, гроші, гроші. Чоловік не погоджувався, що має заробляти і з неробами ділитися. Ми звернули діяльність. «Якщо не вмію хабарі давати — буду фізично працювати», — сказав і пішов на будівництво.
Наталя казала, що у Андрія дуже багато друзів, знайомих, і дуже впливових. Але він ніколи не користався зв'язками в своїх власних інтересах. Казав — в нас є все, що нам потрібно. А чого немає — я сам доб'юсь.
Виховував двох доньок — Андріану (21 рік) та Анастасію (11 років). Любив футбол, грав за сільську команду «Кар'єр».

### На Майдані
Як тільки зібрався Майдан в 2013, Андрій поїхав на нього відразу, коли побили студентів. З самого початку, а саме з 1 грудня і до 20 лютого, Андрій був у 8 Афганській сотні. Сам він афганцем не був, по віку замолодий, але ці 3 місяці він провів пліч-о-пліч з воїнами-афганцями. В грудні стримував наступ «Беркуту». 11 грудня беркутів ці схопили Андрія і хотіли змусити його стати перед ними на коліна, але не вдалося попри те, що били. Йому врятувала життя накидка з написом: «Афганці-ветерани з народом». Якийсь офіцер підійшов і сказав: «Афганці не вбивати». Йому вдалося втекти, коли беркутівці відволіклися на деякий час. Друзі жартували, що Андрій отримав перше бойове хрещення. Потім були ще не раз протистояння з «Беркутом». Комендатурою Майдану номінований на нагородження орденом «За оборону Майдану». В січні, після поранення беркутівцем гумовою кулею на вулиці Грушевського, втратив 80 % зору на одне око. Звертатися до лікарів у Києві було небезпечно — поранених заарештовували і кидали до в'язниці. Таємно вдалося доправити його на лікування до Львова. Думали, що вже не поїде. Та чоловік за два дні знову повернувся на барикади.
"Біля третьої ночі на 20 лютого подзвонив. Сказав: усе в порядку. Знав, що не сплю — інтернет, телевізор. Кидала есемески: «Ми молимося за тебе», «Гордимося тобою», «Скажи, що живий». Розказав, що до нього приїхав Зеник, товариш із Рудок (містечко у Самбірському районі на Львівщині). Просила його переодягнутися, щоб снайпери не впізнали по куртці. Та він не хотів у чужому ходити. На кінець сказав: «Лягай спати, не переживай — усе буде добре. В разі чого — знаєш, що робити. Ти ж сильна», — розповідає дружина Наталя. В останній розмові з швагром Андрій говорив про зраду ідеалів Майдану, розчарування, підозру в тому, що їх використали. Збирався додому…
Хлопці розказують, що зранку чоловік прийшов на Майдан після важкої ночі на барикадах. Було пів на восьму. Сів під штабний намет, закурив, зробив собі кави. Йому сказали: аби ти не пропадав, тебе нагороджувати будуть. Він видав: «Який із мене герой? Я ще не заслужив. Але зараз заслужу». Встав і пішов. Через 20 хвилин Андрія не стало. Його життя обірвалось від кулі снайпера на вулиці Інститутській, коли Андрій відтягував пораненого хлопця до медиків. На ньому був саморобний бронежилет. Куля пробила його та пройшла навиліт.
Комендатурою Майдану нагороджений орденом «За оборону Майдану», вручення мало відбутися ввечері 20 лютого, проте зранку він загинув. Орден вручили дітям під час похорону.

## Родинні зв'язки
Історичним фактом є те, що бабусею прабабусі (Неоніли Яримович) Андрія Дигдаловича була Іванна Савчинська-Нуд, рідна сестра матері Соломії Крушельницької Теодори Савчинської-Крушельницької. Отже, дідусь всесвітньовідомої співачки Соломії Крушельницької по матері отець Григорій Савчинський (1802—1888) є прапрапрапрадідусем Андрія Дигдаловича по лінії матері.

## Вшанування пам'яті
Поховали Героя Небесної Сотні 23 лютого 2014 року на Алеї Героїв Личаківського цвинтаря у Львові.
У районному центрі Пустомити вулицю Пряму, де довгий час мешкав Андрій Дигдалович, згідно з рішенням № 1459 Пустомитівської міської ради від 08.07.2014 року перейменовано на вулицю Андрія Дигдаловича.
В Сокільниках на фасаді місцевої школи встановлена та 24 серпня 2014 року відкрита та освячена меморіальна таблиця, Герою Небесної сотні Андрієві Дигдаловичу. Автор проєкту — Юліан Квасниця. Скульптори — Ярослав Троцько та Андрій Садовий, художники-ковалі Ігор Паращук, Юрій Ших. Офірували камінь-графіт та напис Михайло Йонка та Юрій Маркевич. 

### Нагороди
- Звання Герой України з удостоєнням ордена «Золота Зірка» (21 листопада 2014, посмертно) — за громадянську мужність, патріотизм, героїчне відстоювання конституційних засад демократії, прав і свобод людини, самовіддане служіння Українському народу, виявлені під час Революції гідності[4]
- Медаль «За жертовність і любов до України» (УПЦ КП, червень 2015) (посмертно)[5].

## Відео
- Андрій Дигдалович — Герой з Небесної Сотні. Львів. 23.02.14. youtube.com. YouTube. 25 лютого 2014. Архів оригіналу за 2 квітня 2022. Процитовано 2 квітня 2022.
- Хто і звідки розстрілював активістів Майдану: дослідники з США відновили трагічні події. segodnya.ua. Сьогодні. 1 червня 2018. Архів оригіналу за 18 лютого 2022. Процитовано 2 квітня 2022.

## Джерело
- Чорні вихідні для Львівщині: ховають 13 загиблих на Майдані. gazeta.ua. Gazeta.ua. 22 лютого 2014. Архів оригіналу за 2 квітня 2022. Процитовано 2 квітня 2022.
- Андрій Дигдалович. nebesnasotnya.in.ua. Небесна сотня. Архів оригіналу за 2 квітня 2022. Процитовано 2 квітня 2022.